# Presa della San Joaquin
La presa della San Joaquin (nota anche coi nomi di Seconda battaglia di Cartagena) fu una battaglia navale combattuta presso le coste di Cartagena (attuale Colombia). Essa coinvolse cinque navi britanniche contro un galeone spagnolo e una nave più piccola. Dopo l'azione che durò in tutto un'ora, le navi spagnole decisero di arrendersi. Le navi avevano già combattuto in precedenza nell'Azione di Wager tre anni prima ma erano riusciti a sfuggire per poco alla cattura.

## La battaglia
Alla fine di maggio del 1711 giunsero lungo le coste di Cartagena delle navi da guerra al comando di Jean du Casse ed il 3 agosto successivo salparono da Cartagena assieme alla Flotta Tesoriera col compito di tornare in Spagna scortando le navi. Le navi scorta erano la San Joaquin con 64 cannoni al comando dell'ammiraglio Miguel Agustin Villanueva, la Saint-Michel con 70 cannoni al comando di Jean Ducasse, la Hercule con 60 cannoni sotto il capitano Proglie e la fregata Griffon di 44 cannoni al comando del capitano Turroble.
Nel frattempo, il commodoro inglese James Littleton giunse nell'area con un certo numero di navi che salparono da Port Royal dalla Jamaica station il 26 luglio: la flotta era composta dalla HMS Salisbury di 50 cannoni al comando del capitano Francis Hosier, dalla Salisbury Prize di 50 cannoni sotto il capitano Sir Robert Harland, dalla HMS Jersey di 60 cannoni sotto il capitano Edward Vernon, dalla HMS Newcastle di 50 cannoni sotto il capitano Sampson Bourne, dalla HMS Weymouth di 50 cannoni sotto il capitano Richard Lestock, dalla HMS Anglesey 50 sotto il capitano Thomas Legge e dalla fregata Fowey di 40 cannoni sotto il capitano Robert Chadwick.
Du Casse lasciò la fregata Gallarde a Cartagena per la difesa locale il giorno della sua partenza e ben presto il convoglio venne individuato dalle navi di Littleton ma una tempesta impedì lo scontro immediato ed entrambe le flotte si dispersero. Gran parte della flotta con Du Casse ritornò a Cartagena senza avvisare l'ammiraglio Villanueva. Il 7 agosto il galeone San Joaquin si separò completamente assieme ad un vascello più piccolo dallo squadrone. Villaneuva pensò che i vascelli fossero quelli di Du Casse ma essi erano invece quelli dello squadrone di Littleton.
Quando Villanueva realizzò l'errore era ormai troppo tardi per decidere sul da farsi. Il combattimento successivo durò 20 minuti e la San Joaquin venne completamente accerchiata, subendo numerose perdite. Villaneuva circondato da preponderanti forze britanniche venne mortalmente ferito quando venne colpito da una palla di moschetto e ben presto dovette issare la bandiera bianca. Littleton dalla Salisbury si spostò a bordo dell'ammiraglia avversaria per ricevere i prigionieri. Vernon sulla Jesrey catturò il vascello più piccolo che nel frattempo stava cercando di fuggire. La somma in oro trasportata dal galeone venne spartita tra i capitani delle navi e le navi inglesi partirono per tornare a Port Royal. Per ordine di Filippo V di Spagna in persona, il tesoro di tutte le navi spagnole venne trasferito da quel momento a bordo di navi francesi. Tre giorni dopo la battaglia Du Casse, sapendo che la San Joaquin era andata perduta, lasciò Cartagena ed inviò le sue forze in Martinica e poi a Pensacola dove finalmente si ricongiunse sano e salvo agli spagnoli.